# وینتر هاربر، مین
وینتر هاربر(به انگلیسی: Winter Harbor) شهری در ایالت مین کشور ایالات متحده آمریکا است که جمعیت آن در سرشماری سال ۲۰۱۰ میلادی، ۴۲۶ نفر بوده‌است.